# Chiesa di San Giovanni (Grosseto)
L'ex chiesa di San Giovanni è un edificio di Grosseto, già luogo di culto trasformato in abitazione privata, nel quartiere Gorarella.

## Storia
La chiesa risale presumibilmente al XIII secolo, quando è documentata la presenza di un ospedaletto appartenente all'ordine dei gerosolimitani, posto a sud-ovest della città di Grosseto nei pressi delle saline del Querciolo, sulle sponde del lago di Castiglione. La prima attestazione certa del luogo di culto è contenuta nelle decime del 1302 e 1303, dove risulta già passata alle dipendenze dei guglielmiti di Malavalle. L'appartenenza di San Giovanni all'ordine di San Guglielmo è attestata anche in una delibera del consiglio generale di Siena del 1357 circa l'acquisizione delle saline del Querciolo, dove è nominata la «ecclesia Sancii Johannis de ordine sancti Guillelmi».
Nel XVI secolo la chiesa passò in commenda alla famiglia dei Concini, così come tutti i beni dei guglielmiti dopo l'abbandono dell'eremo, per opera di papa Pio IV. In seguito fu ceduta all'ordine dei cavalieri di Santo Stefano.
La chiesa risulta già in pessime condizioni nella visita apostolica di Francesco Bossi del 1576. Nonostante un'ordinanza del comune di Grosseto del 1590 e una richiesta di aiuti al granduca nel 1634, entrambe disattese, la chiesa finì col crollare e nel 1751 lo storico Francesco Anichini riferisce che l'edificio di culto era stato sacchieggiato e utilizzato come stalla. Scrive infatti l'Anichini: «allorquando seguì la rovina di una buona parte del tetto alla mentovata chiesa, [...] fu messo a sacco ogni sorta dell'ammassime servibile da chiunque avesse occasione di valersene ed il legname bruciato tutto dalla gente di campagna nel tempo del verno non risparmiando al fuoco neppure la porta di essa, portando via fino i ferramenti ed ogni altro e riducendo la medesima asilo di bestiame e sentina d'immondezza». Nel 1741, per ordine della reggenza granducale, i beni della commenda furono alienati e ceduti. Nel 1786 la chiesa venne «formalmente profanata» con decreto vescovile e conseguentemente trasformata in fattoria.
Negli anni novanta del XX secolo, ormai inglobata all'interno di una lottizzazione residenziale, la fattoria è stata trasformata in una villa privata, per opera degli ingegneri Mario Luzzetti e Antonio Ludovico.

## Descrizione
L'ex chiesa di San Giovanni si presenta incorporata nella villa ricavata dagli ambienti che costituivano l'omonima fattoria. L'edificio corrisponde, probabilmente, a quella che originariamente era l'area presbiteriale.
Vi si accede attraverso una scalinata che conduce al portale d'ingresso architravato, che si apre al centro della facciata ed è affiancato da piccole finestre quadrangolari. La facciata presenta una finestra rettangolare che si apre al centro della parte superiore, che culmina a sua volta con un timpano triangolare. Le strutture murarie esterne sono rivestite in laterizio, che lungo i fianchi laterali ha conservato vari elementi originari; il travertino è presente sia alla base che all'angolo destro della facciata.
In seguito ai restauri, l'interno è tornato nell'originaria impostazione a navata unica; presenta una pregevole volta a crociera costolonata che sovrasta il coro, le cui mensole d'imposta recano le effigi degli evangelisti.